# Szkoła Podstawowa nr 1 im. Aleksandra Kamińskiego (Tomaszów Mazowiecki)
SP nr 1 im. Aleksandra Kamińskiego – istniejąca od 1919 roku szkoła podstawowa w Tomaszowie Mazowieckim.

## Historia

### Wraz z odzyskaniem przez Polskę niepodległości
Szkoła powstała w 1919 roku przy ulicy Szerokiej, a jej pierwszym dyrektorem był Józef Kazk. W 1931 roku szkoła zmieniła siedzibę na kamienicę przy ulicy Mościckiego 3.

### Okupacja niemiecka i tajne nauczanie
Miesiąc po zajęciu miasta przez Wehrmacht – w listopadzie 1939 roku przeniesiono uczniów i grono pedagogiczne do budynku przy ulicy Stolarskiej. Część nauczycieli Niemcy aresztowali, w tym ówczesnego dyrektora Władysława Niedzielskiego. Zarządzanie placówką przekazano Stefanowi Kiełbasińskiemu. W czasie okupacji niemieckiej szkoła jeszcze raz zmieniła siedzibę, tym razem została przeniesiona na odległą ulicę Główną. Niemcy zmieniają wtedy również jej nazwę na Szkołę Powszechną nr 2. W 1944 roku okupanci niemieccy zajmują budynek przy Głównej, a szkołę likwidują. Dawni jej nauczyciele zrzeszeni w „Tajnej Organizacji Nauczania” intensyfikują prowadzone już wcześniej lekcje w domach uczniów i własnych.

### Po II wojnie światowej
W ekspresowym tempie, bo w niespełna dwa tygodnie po zajęciu Tomaszowa przez Armię Czerwoną, 27 stycznia 1945 roku jako pierwsza w mieście „Jedynka” wznawia działalność. Dyrektorem zostaje Władysław Niedzielski, a szkoła wraca do budynku przy ulicy Stolarskiej. Od 1 września 1949 roku szkołą opiekuje się Towarzystwo Przyjaciół Dzieci, stąd jej ówczesna nazwa – Szkoła TPD nr 1.

### Po 1989 roku
W latach 90. XX wieku powstaje nowy kompleks szkolny pośród bloków Osiedla mjr. Hubala. Początkowo, w 1994 roku, klasy I–III zostają przeniesione do nowej siedziby przy ulicy Leona Maya 11. Kolejne skrzydło nowego budynku dla klas starszych oddano do użytku we wrześniu 1997 roku. Trzy lata później otwarto część administracyjną, stołówkę, świetlicę, biblioteką i nowe sale dydaktyczne. W roku 2002 szkoła zyskuje nowoczesną halę sportową. Od listopada 1998 roku patronem szkoły jest Aleksander Kamiński, autor Kamieni na szaniec, co nawiązywać ma do niezłomnej postawy nauczycieli i wychowanków szkoły podczas niemieckiej okupacji. Od 2002 roku do 2019 roku dyrektorką szkoły była Stanisława Pietruszczak–Wąchała, łyżwiarka Pilicy Tomaszów Mazowiecki, olimpijka z Innsbrucku 1976. W listopadzie 2019 roku szkoła obchodziła 100-lecie powstania, uroczystość zorganizowano w formie urodzin z tortami dla dzieci. Po reformie tomaszowskiego szkolnictwa w 2016 roku szkoła wchodzi w skład Zespołu Szkolno–Przedszkolnego nr 4, wraz z pobliskimi przedszkolami: nr 14 (Maya 6/8), nr 20 (Sikorskiego 6A).

## Rankingi
Podczas egzaminu ośmioklasisty w 2023 roku szkoła uzyskała wynik „wysoki” (w dziewięciopunktowej skali, siódma pozycja - wg danych Centralnej Komisji Egzaminacyjnej). Z języka polskiego – 73% (średnia w województwie 63%), z matematyki 59% (w województwie 54%), z języka angielskiego 72% (w województwie 65%). Ze wszystkich części egzaminu uczniowie SP1 uzyskali wynik wyższy od średniej krajowej.